# Joan Oliver Sallarès
Œuvres principales
- Circumstàncies
- Obra poètica

Joan Oliver i Sallarès, né à Sabadell le 29 novembre 1899 et mort à Barcelone le 19 juin 1986), également connu sous le pseudonyme Pere Quart, avec lequel il signe son œuvre poétique, est un poète, dramaturge, nouvelliste, traducteur et journaliste espagnol d'expression catalane. Il a eu une importance très remarquable dans le domaine culturel catalan.

## Biographie
Joan Oliver Sallarès est né à Sabadell, fils d'une famille de la bourgeoisie locale. Quand il a 27 ans il déménage à Barcelone.
Pendant la guerre civile espagnole, il est contraint à l'exil en France et à Santiago.
En 1948, il retourne dans son pays natal, où il occupe différents emplois pour survivre.
Il devient un des écrivains catalans les plus engagés[réf. nécessaire]. Il a promu l'une des premières revendications des écrivains professionnels[Laquelle ?], parce qu'après des années à avoir été le directeur littéraire des Edicions Proa, il se retrouve sans prestations de retraite. Il est très critique de la position confortable qu'avaient pris les secteurs politique et culturel après la restauration de la démocratie en Catalogne.
Il meurt en 1986 à Barcelone et est incinéré dans sa ville natale, Sabadell.

## Apports poétiques
Il est considéré[Par qui ?] comme un des cinq poètes[Lesquels ?] catalans les plus importants du XXe siècle.
Son premier recueil poétique, Les décapitations (1934), avance ce que deviendra sa poésie : agile, anecdotique et attirée par le réalisme, réflexe de la traumatisante expérience de la guerre civile espagnole et l'exil, avec une vision du monde désolée et sceptique. Provenant d'une famille de la bourgeoisie industrielle, cofondateur du Groupe de Sabadell, avec Francesc Trabal et Armand Obiols, il reste un écrivain au style marqué par l'ironie contre les conventions.
Comme traducteur, il reçoit dans les années 1950, le Prix du président de la République française pour la version du Misanthrope de Molière. En 1970 il est distingué avec le Prix d'honneur des lettres catalanes.
Dans les années 1980 il reçoit les prix Ville de Barcelone Josep Maria de Sagarra de traduction et celui de la Generalitat de Catalunya de poésie. Mais fidèle à son non-conformisme et à son attitude critique, il rejette la Creu de Sant Jordi.

## Œuvres

### Théâtre
- Una mena d'orgull (1931)
- Gairebé un acte o Joan, Joana i Joanet, Mirador (Barcelone), 1929
- Cataclisme. Barcelona: El Nostre Teatre, 1935 / Barcelone: Randez, 1935.
- Allò que tal vegada s'esdevingué. Barcelone : La Rosa dels Vents, 1936 / Barcelone : Aymà, 1970 / Barcelone : Edicions 62, 1987 / Terrassa: Centre d'Art Dramàtic del Vallès, 1996.
- La fam. Barcelona: Institució de les Lletres Catalanes, 1938 / Barcelone : Aymà, 1975 / Barcelona: Proa, 2003.
- Quasi un paradís.
- La barca d'Amílcar.
- Tercet en Re, El Pont, núm. 13, 1959.
- Tres comèdies. Barcelone : Selecta, 1960.
- Noè al port d'Hamburg.
- Quatre comèdies en un acte. Barcelone : Aymà, 1970.
- Vivalda i l'Àfrica tenebrosa i Cambrera nova.
- El roig i el blau.
- Trenta d'abril.
- Ball robat de Joan Oliver (i altres). Barcelone : Edicions 62 / La Caixa, 1995.
- Ball robat [introducción d'Helena Mesalles]. Barcelone : Proa, 1995 / [introducción de Francesc Foguet i Boreu]. Barcelona: Proa, 2005.
- Ball robat seguit d'Escena d'alcova [introducción, biografía y apéndice de Lluís Busquets i Garabulosa]. Barcelona: La Magrana, 1996.
- Això guixa.
- Ària del Diumenge.

### Poésie
- Les decapitacions. Sabadell: Contraban, 1934 / Barcelone : Proa, 1978 / Madrid: Bruño, 1993.
- Oda a Barcelona. Barcelone : Comissariat de Propaganda, 1936.
- Bestiari. Barcelona: Departament de Cultura, 1937 / Barcelone : Proa, 1969 (4a ed.) / Barcelone : Edicions 62, 1989.
- Saló de tardor. Santiago de Chile : El Pi de les Tres Branques, 1947 / Barcelone : Proa, 1983.
- Poesia de Pere Quart. Barcelone : Aymà, 1949.
- Terra de naufragis. Barcelone : Proa, 1956.
- Vacances pagades. Valence : Diputació de València, 1961 / Barcelona: Proa, 1972.
- Dotze aiguaforts i un autoretrat de Josep Granyer. Barcelone : Monografies de la Rosa Vera, 1962.
- Obra de Pere Quart. Barcelone : Fontanella, 1963.
- Circumstàncies. Barcelone : Proa, 1968.
- Quatre mil mots. Barcelone : Proa, 1977.
- Poesia empírica. Barcelone : Proa, 1981.
- Poemes escollits. Barcelone : Edicions 62 / La Caixa, 1983.
- Refugi de versos. Barcelone : Proa, 1987.
- Antologia. Barcelona: Proa, 1982 / Barcelone : Barcanova, 1993 / Barcelona: Diputació de Barcelona, 1996.
- Els millors poemes. Barcelone : Columna, 1998.
- Pingüí (poésie pour infants e jeunes). Barcelone : Cruïlla, 2004.

### Histoires courtes
- Una tragèdia a Lil·liput. Sabadell: Fundació La Mirada, 1928.
- Contraban. Barcelone : La Rosa dels Vents, 1937.
- Biografia de Lot i altres proses. Barcelone : Fontanella, 1963 / Barcelone : La Magrana, 1983.
- Dos textos. Barcelone : Cafè Central, 1999.
- Tres contes. Sabadell : Fundació La Mirada, 2002.

### Traductions
- Pygmalion de George Bernard Shaw
- En attendant Godot de Samuel Beckett
- Arlequin valet de deux maîtres de Carlo Goldoni
- L'Opéra de quat'sous de Bertolt Brecht
- Un chapeau de paille d'Italie d'Eugène Labiche
- Anonimo veneziano de Giuseppe Berto
- Ubu roi d'Alfred Jarry
- Le Misanthrope ou l'Atrabilaire amoureux de Molière
- Tartuff de Molière
- Le Malade imaginaire de Molière
- La Cerisaie d'Anton Tchekhov

### Critique et essais littéraires
- El mestre Fabra, Barcelone : [s.n.], 1969.
- Francesc Trabal, Sabadell : Fundació La Mirada, 1999.
- Notícia biogràfica d'Armand Obiols, Sabadell : Fundació La Mirada, 1999.
- Pròlegs

### Discographie
- L'oriol (Remei Margarit). Barcelone : Edigsa, 1963.
- Romanço del fill de vídua (Els tres tambors). Belter, 1966.
- La croada (Núria Espert). Dans: Poetes catalans contemporanis. Madrid: Discos Aguilar GDE 10-112, 1966.
- El burgès (Francesc Pi de la Serra). Barcelone : Edigsa, 1967.
- Oda a Barcelona (Núria Espert). Barcelone : Edigsa, 1967.
- Poesia de Pere Quart: dotze poèmes dits per l'autor. Barcelone : Edigsa, 1968.
- Cançó lirona / Vaca suïssa (Tricicle). Concèntric, 1970.
- Bestiari (La Trinca). Barcelone : Edigsa, 1972.
- Una vaca amb un vedellet en braços (Raimon). Dans : T'adones, amic?. París: Le Chant du Monde CDX 74523, 1974.
- Corrandes d'exili (Ovidi Montllor). Dans : A Alcoi, 1974.
- Decapitació XII (Ramon Muntaner). Dans : Cròniques, 1977.
- Un ase considera el globus terraqüi (Celdoni Fonoll). Dans : He heretat l'esperança, 1978.
- Assaig de plagi a la taverna (Celdoni Fonoll). Dans :  Traginer de cançons, 1981.
- Diversos poemes (Celdoni Fonoll). Dans :  Recital 1000, 1984.
- Infants (Joan Manuel Serrat). Dans :  Fa 20 anys que tinc 20 anys, 1984.
- Corrandes d'exili (Lluís Llach). Dans : T'estimo. Barcelona:  Ariola, 1984.
- Utopia (Miquel Pujadó). Dans :  Ambaixador d'enllà, 1990.
- Joan Oliver recita Pere Quart. Barcelone : Audiovisuals de Sarrià, D-133.

### Œuvres complètes
- Obres completes de Joan Oliver. Obra poètica. Barcelone : Proa, vol. I, 1975. (2e. ed. 1999)
- Obres completes de Joan Oliver. Teatre original. Barcelone : Proa, vol. II, 1977. (2e. ed. 1999)
- Obres completes. Versions de teatre. Barcelone : Proa, vol. III, 1989.
- Obres completes de Joan Oliver. œuvres de narrativa. Barcelona: Proa, vol. IV, 1999.

## Prix
- Joaquim Folguera (1936) : Bestiari.
- Teatre Català de la Comèdia (1938) : La fam.
- Jocs Florals de París de traducció (1951: Le Misanthrope ou l'Atrabilaire amoureux, de Molière.
- Óssa Menor (1955) : Terra de naufragis.
- Guimerà de Mèxic (1957) : Una drecera.
- Ausiàs March (1959) : Vacances pagades.
- Martí Peydró (1960) : Temps, records.
- Lletra d'Or (1962) : Vacances pagades.
- Premi d'Honor de les Lletres Catalanes (1970).
- Ciutat de Barcelona (1980).
- Generalitat de Catalunya (1981) : Poesia empírica.
- Josep María de Sagarra de traducció teatral (1982) : Ubu roi.